# Elezioni europee del 1981
Le elezioni europee del 1981, straordinarie, si sono tenute il 18 ottobre soltanto in Grecia in concomitanza con le elezioni parlamentari.

## Risultati
| Liste  | Liste                                    | Gruppo | Voti      | %     | Seggi |
| ------ | ---------------------------------------- | ------ | --------- | ----- | ----- |
|        | Movimento Socialista Panellenico         | PSE    | 2.278.030 | 40,12 | 10    |
|        | Nuova Democrazia                         | PPE    | 1.779.462 | 31,34 | 8     |
|        | Partito Comunista di Grecia              | GUE    | 729.052   | 12,84 | 3     |
|        | Partito Comunista di Grecia dell'Interno | GUE    | 300.841   | 5,30  | 1     |
|        | KODISO - KAE                             | NI     | 241.666   | 4,26  | 1     |
|        | Partito dei Progressisti                 | NI     | 111.245   | 1,96  | 1     |
|        | Democrazia Cristiana                     | -      | 65.056    | 1,15  | -     |
|        | Unione del Centro Democratico            | -      | 63.673    | 1,12  | -     |
|        | Partito dei Liberali                     | -      | 59.141    | 1,04  | -     |
|        | Movimento dei Riformatori Greci          | -      | 49.495    | 0,87  | -     |
| Totale | Totale                                   | Totale | 5.677.661 | 100   | 24    |